# Fletcher Allen
Pour les articles homonymes, voir Allen.
Fletcher Allen est un saxophoniste, clarinettiste, compositeur et arrangeur américain de jazz né à Cleveland dans l'Ohio le 25 juillet 1905 et mort le 5 août 1995.

## Compositions
Compositeur, il a signé notamment :
- Blue Drag (1935)
- Viper's Dream - qu'enregistrèrent Freddy Taylor (1935) et le quintette du Hot Club de France (1937)
- Swingin' in Paris (1938)